# コスティリオーレ・ダスティ
コスティリオーレ・ダスティ（伊: Costigliole d'Asti）は、イタリア共和国ピエモンテ州アスティ県にある基礎自治体（コムーネ）。

## 地理

### 位置・広がり
| 隣接するコムーネは以下の通り。括弧内のCNはクーネオ県所属を示す。 - アリアーノ・テルメ - アンティニャーノ - カロッソ - カスタニョーレ・デッレ・ランツェ - カスティリオーネ・ティネッラ (CN) - ゴヴォーネ (CN) - イーゾラ・ダスティ - モンテグロッソ・ダスティ - サン・マルティーノ・アルフィエーリ |

#### 地震分類
イタリアの地震リスク階級 (it) では、4 に分類される
。

## 行政

### 分離集落
コスティリオーレ・ダスティには、以下の分離集落（フラツィオーネ）がある。
- Annunziata, Bionzo, Boglietto, Burio, Loreto, Madonnina, Motta, Sabbionassi, San Michele, Santa Margherita, Sant'Anna, San Carlo, Valcioccaro

## 姉妹都市
- ヴァインスベルク、ドイツ 2000年